# Kauswagan
Kauswagan is een gemeente in de Filipijnse provincie Lanao del Norte in het noorden van het eiland Mindanao. Bij de laatste census in 2007 had de gemeente ruim 23 duizend inwoners.

## Geografie

### Bestuurlijke indeling
Kauswagan is onderverdeeld in de volgende 13 barangays:
| - Bagumbayan - Bara-ason - Cayontor - Delabayan - Inudaran - Kawit Occidental - Kawit Oriental | - Libertad - Paiton - Poblacion - Tacub - Tingintingin - Tugar |

## Demografie
Kauswagan had bij de census van 2007 een inwoneraantal van 23.087 mensen. Dit zijn 7.723 mensen (50,3%) meer dan bij de vorige census van 2000. De gemiddelde jaarlijkse groei komt daarmee uit op 5,78%, hetgeen hoger is dan het landelijk jaarlijks gemiddelde over deze periode (2,04%). Vergeleken met de census van 1995 is het aantal mensen met 4.738 (25,8%) toegenomen.

De bevolkingsdichtheid van Kauswagan was ten tijde van de laatste census, met 23.087 inwoners op 60,37 km², 382,4 mensen per km².